# بوسته
بوسته (به آلمانی: Büste) یک منطقهٔ مسکونی در آلمان است که در بیسمارک (آلتمارک) واقع شده‌است. بوسته ۳۶۹ نفر جمعیت دارد.